# Kaona, Kučevo
Kaona (izvirno srbsko Каона) je naselje v Srbiji, ki upravno spada pod Občino Kučevo; slednja pa je del Braničevskega upravnega okraja.

## Demografija
V naselju živi 589 polnoletnih prebivalcev, pri čemer je njihova povprečna starost 44,3 let (42,4 pri moških in 46,1 pri ženskah). Naselje ima 201 gospodinjstev, pri čemer je povprečno število članov na gospodinjstvo 3,54.
Prebivalstvo je večinoma nehomogeno.
|  |

| Demografija | Demografija     | Demografija     |
| Leto        | Št. prebivalcev | Št. prebivalcev |
| ----------- | --------------- | --------------- |
|             |                 |                 |
|             |                 |                 |
|             |                 |                 |
|             |                 |                 |
| 1948        | 1153            |                 |
| 1953        | 1204            |                 |
| 1961        | 1170            |                 |
| 1971        | 1101            |                 |
| 1981        | 1042            |                 |
| 1991        | 937             | 824             |
| 2002        | 896             | 712             |
|             |                 |                 |

| Etnična sestava po popisu iz leta 2002 | Etnična sestava po popisu iz leta 2002 | Etnična sestava po popisu iz leta 2002 | Etnična sestava po popisu iz leta 2002 | Etnična sestava po popisu iz leta 2002 |
| -------------------------------------- | -------------------------------------- | -------------------------------------- | -------------------------------------- | -------------------------------------- |
| Srbi                                   | Srbi                                   |                                        | 383                                    | 53,79%                                 |
| Vlahi                                  | Vlahi                                  |                                        | 245                                    | 34,41%                                 |
| Romuni                                 | Romuni                                 |                                        | 4                                      | 0,56%                                  |
| Neznano                                | Neznano                                |                                        | 6                                      | 0,84%                                  |